# 藤間秋男
藤間 秋男（とうま あきお、1952年（昭和27年）8月26日 - ）は、日本の実業家、公認会計士、税理士、行政書士。TOMAコンサルタンツグループ株式会社 代表取締役会長。
他に中小企業診断士、アフィリエイテッド・ファイナンシャル・プランナー資格、賃貸不動産経営管理士の資格を持つ。
元日本JC議長・委員長、元東京JC専務理事・委員長2回、東京都倫理法人会元幹事長/元副会長、倫理研究所参事・倫理経営インストラクター、日本橋倶楽部慶應連合三田会役員など数々の役職を務める。

## 経歴
東京都目黒区出身。慶應義塾高等学校、慶應義塾大学商学部卒業。
司法書士業を営む家庭に生まれる。大学3年生の時、父親に「会計士になれ」と言われたのをきっかけに公認会計士を目指し、2回目の受験で第二次試験合格。
1976年
- 10月　監査法人朝日会計社（現:有限責任あずさ監査法人） 入所[10]

1981年
- 3月　公認会計士登録[10]

1982年
- 12月　藤間公認会計士税理士中小企業診断士事務所（現:TOMA税理士法人、TOMA公認会計士共同事務所） 開設[10]

1984年
- 1月　優和公認会計士共同事務所（現:優和会計人グループ） 発足[11]

2012年
- 1月　TOMAコンサルタンツグループ株式会社 設立 代表取締役社長 就任[10][12]

2013年
- TOMA監査法人（現:TOMA公認会計士共同事務所）、TOMA行政書士法人 設立[13]。

2017年
- 10月　TOMAコンサルタンツグループ株式会社 設立 代表取締役会長 就任[14]。

2018年
- TOMA100年企業創りコンサルタンツ株式会社 設立 代表取締役 就任[15]。

## 著書

### 単著
- 『即戦力仕訳例330:毎日経理で使える仕訳』相立出版、1990年8月1日。ISBN 978-4915788062。
- 『税金のことがよくわかる早引き事典:会社に家庭にこの一冊』明日香出版社、1996年1月1日。ISBN 978-4870308435。
- 『中小企業のためのまるごと税務調査対応ブック:事前対応から事後処理まで』ありあけ出版、2001年1月1日。ISBN 978-4900971172。
- 『1/4は捨てなさい!』ダイヤモンド社、2006年10月6日。ISBN 978-4478082522。
- 『どんな危機にも打ち勝つ100年企業の法則!』PHP研究所、2006年10月6日。ASIN B01L4BYICY。
- 『中小企業のための 成功する事業承継』PHP研究所、2017年9月11日。ISBN 978-4569838533。
- 『中小企業の「事業承継」はじめに読む本』すばる舎、2021年4月23日。ISBN 978-4799109533。
- 『永続企業の創り方10ヶ条』平成出版、2021年6月13日。ASIN B0977H4JZT。
- 『社長引退勧告 ~1年以内に次期後継者を決めなさい~』幻冬舎、2021年9月27日。ISBN 978-4344932593。
- 『社員を喜ばせる経営 今いる人材が辞めずに育つ』現代書林、2022年3月3日。ISBN 978-4774519364。
- 『100年残したい日本の会社』扶桑社、2022年7月22日。ASIN B0B6HJV6V9。
- 『部下とは15分だけ話しなさい！』水王舎、2023年2月25日。ASIN B0C68JW1MY。
- 『子どもが継がない会社の事業承継』Kindle、2024年12月26日。ASIN B0DRN8N8TC。

### 編著・監修
- 『すぐに使える!会社が得する時間外手当対策』九天社、2005年10月1日。ISBN 978-4861670770。
- 『すぐに使える!会社が得する65歳までの高齢者雇用対策』九天社、2006年2月1日。ISBN 978-4861670930。
- 『事業承継・相続対策チェックポイント88』税務研究会、2009年8月3日。ISBN 978-4-793117794。
- 『法人税節税チェックポイント82』税務研究会出版局、2014年12月10日。ISBN 978-4793121302。
- 『地主・賃貸経営者のための相続対策チェックポイント45』税務研究会出版局、2015年5月2日。ISBN 978-4793121302。